# Repubblica del Bou Regreg
La Repubblica di Salé, o Repubblica del Bou Regreg (in arabo جمهورية بورقراق‎?; dal nome del fiume su cui sorgeva), fu una città-stato stabilita a Salé nel moderno Marocco durante il Seicento. Situata alla foce del fiume Bou Regreg, fu fondata da moriscos provenienti da Hornachos, nella Spagna occidentale; in quanto discendenti dei musulmani di Spagna, i moriscos furono soggetti a deportazioni di massa sotto l'Inquisizione spagnola. Le maggiori attività commerciali della repubblica si basavano sulla pirateria e sulla tratta degli schiavi.

## Storia

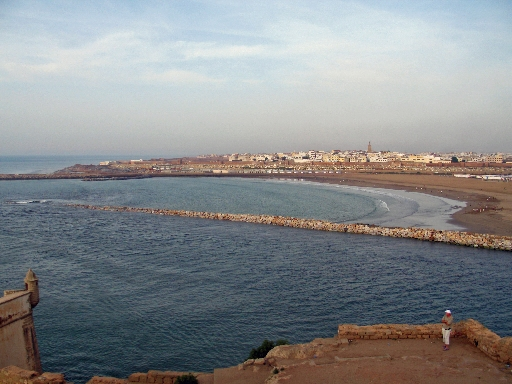
La veduta di Salé sulla foce del fiume Bou Regreg, fotografato dalla kasbah di Rabat.

### La fondazione della città-stato
La repubblica trae le sue origini dall'inizio del XVI secolo, con l'arrivo di alcune migliaia di moriscos dalla città spagnola di Hornachos, dalla quale erano stati espulsi prima degli editti di Filippo III di Spagna emanati nel 1609. Dopo questi provvedimenti, ulteriori migliaia di moriscos arrivarono dalla Spagna. Differenze culturali e linguistiche tra la preesistente comunità di Salé e i moriscos rifugiati portarono questi ultimi ad insediarsi principalmente nella vecchia medina di Rabat, occupando la riva opposta del fiume Bou Regreg.
Dalla sponda occidentale del fiume, i pirati espansero durante il XVII secolo le loro attività tra il Mediterraneo e l'Oceano Atlantico. Nel 1624, l'olandese Jan Janszoon – conosciuto con il nome di Murad Reis – divenne grand'ammiraglio e presidente della repubblica corsara di Salè, la quale contava una flotta di sole diciotto navi per via della conformazione territoriale. Tuttavia, lo stesso sultano del Marocco dovette riconoscerne l'autonomia dopo un breve e fallito assedio del porto.

### Indipendenza
Dopo che nel 1627 Janszoon lasciò Salé per far ritorno al più sicuro porto di Algeri, i moriscos locali inasprirono ulteriormente i rapporti con il sultano del Marocco Zaydan al-Nasir rifiutando di pagare ogni tassa sugli introiti commerciali. I moriscos proclamarono dunque una repubblica, governata da un consiglio (detto diwan) formato da una dozzina di membri i quali avrebbero dovuto poi eleggere annualmente un governatore ed un capitano generale. A scapito delle successive immigrazioni dalla Spagna, nei primi anni della repubblica furono dominati dal potere dei primi moriscos di Hornachos i quali rimasero sempre in minoranza rispetto agli altri esiliati dalla Spagna, da loro definiti genericamente andalusi. Dopo una guerra civile nel 1630, i moriscos di Hornachos arrivarono ad un accordo con gli altri immigrati in modo che questi ultimi potessero eleggere un governatore, denominato qaid, mentre il diwan avrebbe dovuto esser composto da otto membri andalusi ed otto hornacheros.
Nel 1641 la zaouia di Dila, un'associazione di sufi musulmana che controllava gran parte del Marocco, riuscì ad imporre la propria egemonia religiosa sulla città. Intorno al 1660 la repubblica fu nuovamente coinvolta in guerre locali che portarono finalmente il sultano Mulay al-Rashid alla conquista di Rabat e della stessa Salè; l'indipendenza della repubblica cessò del tutto nel 1668 quando il sultano riuscì a soggiogare anche il potere religioso dei dilaiti.